# ボルシア・デュッセルドルフ
ボルシア・デュッセルドルフ (Borussia Düsseldorf) は、ドイツ、ノルトライン＝ヴェストファーレン州の州都デュッセルドルフをホームタウンとする、卓球のクラブチームである。ドイツ・ブンデスリーガの1部に所属している。

## 概要
1929年創立。ブンデスリーガでは最多の優勝記録を持ち、また、これまでにヨーロッパチャンピオンズリーグ (ECL) を6回制した名門クラブである。充実した練習環境が備わっており、若手を中心に各国から多くの選手が集まる。
日本人においても、現Tリーグチェアマンの松下浩二をはじめ、水谷隼、岸川聖也が一時期所属していた。
障がい者のためのチームも有しており、車いす卓球のチームは、ドイツ国内の全国大会で2016年から5大会連続で優勝している。

## タイトル

### 国際タイトル
- ヨーロッパカップ（ECCC）：6回

1988-89, 1990-91, 1991-92, 1992-93, 1996-97, 1997-98
- ヨーロッパチャンピオンズリーグ（ECL）：6回

1999-00, 2008-09, 2009-10, 2010-11, 2017-18, 2020-21
- ETTUカップ：4回

1986-87, 1994-95, 2006-07, 2011-12

### 国内タイトル
- ブンデスリーガ：31回

1960-61, 1968-69, 1969-70, 1970-71, 1973-74, 1974-75, 1977-78, 1978-79, 1979-80, 1980-81, 1981-82, 1985-86, 1987-88, 1989-90, 1991-92, 1992-93, 1994-95, 1995-96, 1997-98, 2002-03, 2007-08, 2008-09, 2009-10, 2010-11, 2011-12, 2013-14, 2014-15, 2015-16, 2016-17, 2017-18, 2020-21

## 現役選手
- クリスチャン・カールソン 2016年-
- アントン・シェルベリ（英語版） 2016年-
- 邱党 2021年-
- カマル・アチャンタ 2018年-（2013-2017年も）

## 歴代所属選手
- ヨルゲン・パーソン
- ブラディミル・サムソノフ
- シュテファン・フェッツナー
- ヨルグ・ロスコフ
- クリスティアン・ズース
- マイケル・メイス
- 松下浩二
- 岸川聖也
- 水谷隼
- ドミトリ・オフチャロフ
- マルコス・フレイタス
- パナギオティス・ギオニス
- ステファン・フェゲルル
- オマール・アサール（英語版）
- リカルド・ワルサー 2019-
- ティモ・ボル 2007年-2025年